# (15853) Benedettafoglia
(15853) Benedettafoglia est un astéroïde de la ceinture principale.

## Description
(15853) Benedettafoglia est un astéroïde de la ceinture principale. Il fut découvert le 16 janvier 1996 à Cima Ekar par Maura Tombelli et Ulisse Munari. Il présente une orbite caractérisée par un demi-grand axe de 2,24 UA, une excentricité de 0,10 et une inclinaison de 5,3° par rapport à l'écliptique.